# Beginselverklaring
Een beginselverklaring, ook wel een oprichtingstekst geheten, is een tekst waarin redenen, statements en principes met betrekking tot de oprichting van een vereniging worden uiteengezet. Een vereniging kan hier bijvoorbeeld een consumentenorganisatie of een drukkingsgroep betreffen. Ook vele politieke partijen hebben een beginselverklaring, dat doorgaans ook wel een beginselprogramma wordt genoemd.
De inhoud van een beginselverklaring wordt later niet aangepast, omdat het doelpubliek een idee moet krijgen welke achtergrond aan de basis lag van de oprichting van de vereniging. Het onderscheidt zich alzo van een programma of agenda, daar deze een niet zelden tijdsgebonden karakter hebben en wijzigen of zelfs geheel verdwijnen na verloop van tijd.
Een beginselverklaring is niet te verwarren met een oprichtingsakte.